# Agricoltore

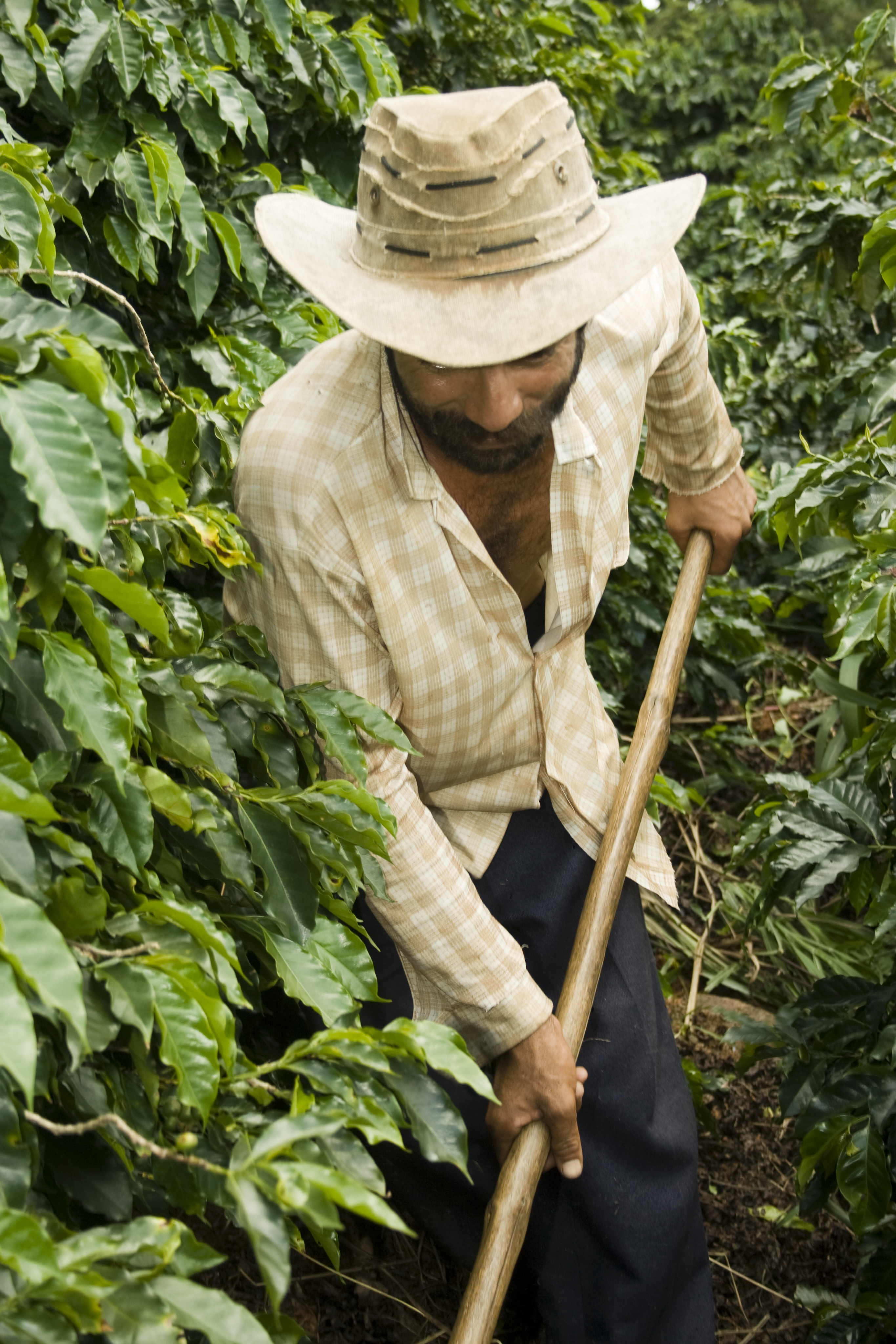
Un agricoltore che lavora in una piantagione di caffè in Brasile.

L'agricoltore o contadino (nel femminile, non comune, agricoltrice) è una persona che esercita un'attività nell'agricoltura, come responsabile della gestione o come lavoratore, specializzato nella coltivazione di frutta, verdura, cereali e altre piante variamente utili, in base alle caratteristiche climatiche e del terreno.
Può svolgere la propria attività come proprietario, affittuario, mezzadro o dipendente di una impresa agricola e può affiancare alla sua attività anche l'allevamento di animali da cortile o di bestiame da stalla e/o da pascolo.

## Storia

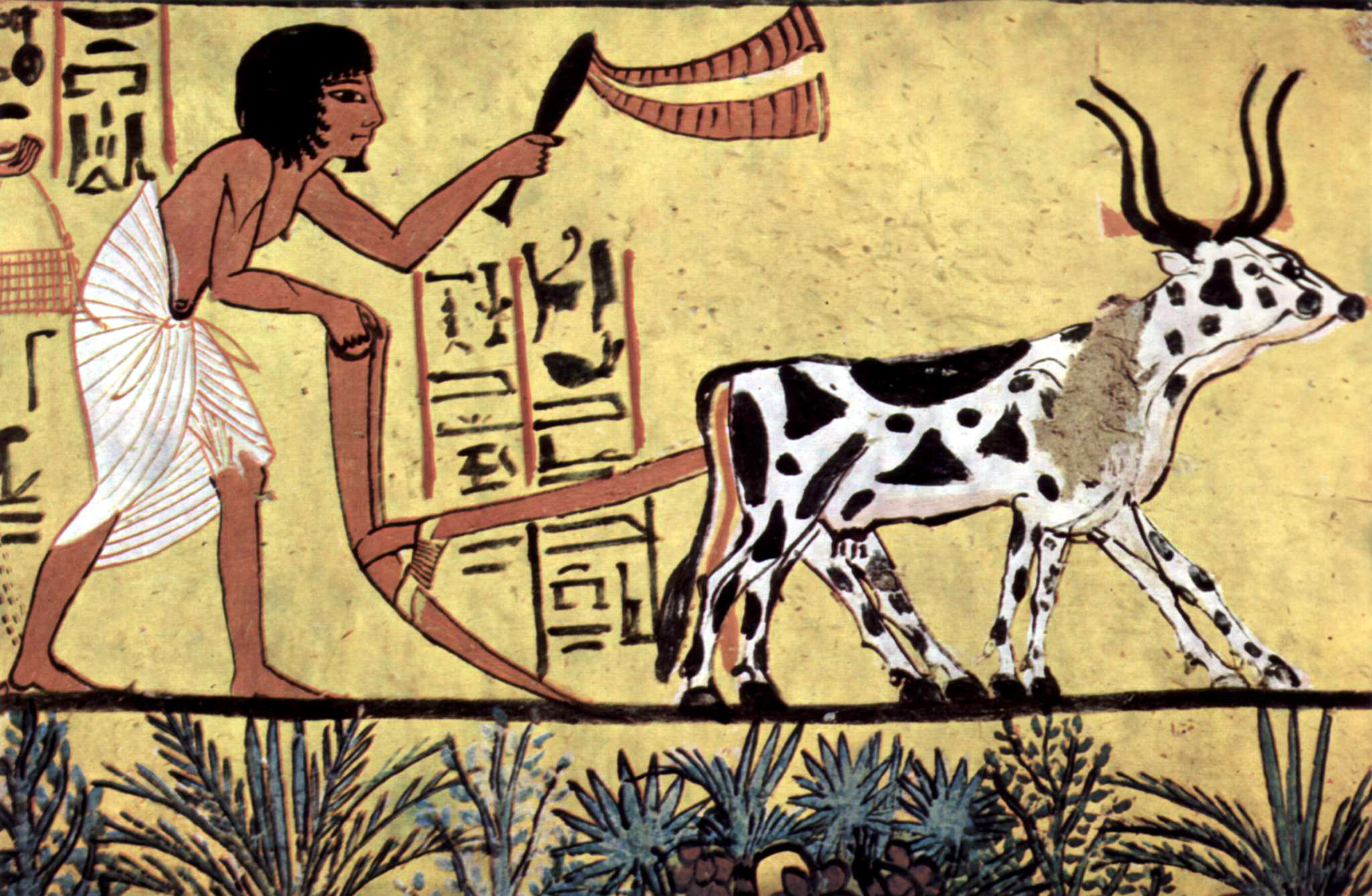
Aratura dei campi nell'antico Egitto con l'ausilio di un giogo di bovini (dipinto dalla camera funeraria di Sennedjem, 1200 a.C. circa)

L'agricoltore è, secondo le fonti storiche e i dati archeologici, uno dei primi mestieri e comunque una delle principali attività che hanno condotto e hanno seguito la cosiddetta rivoluzione neolitica, che da circa dodicimila anni in varie parti del mondo abitato consiste nell'appropriarsi il ciclo vitale di vegetali (e di animali) al fine di trarne vari vantaggi, a cominciare dall'alimentazione. Questa attività è stata quella che ha reso l'uomo stanziale in un luogo delimitato. Il mestiere consiste quindi nel fornire il cibo a sé e ad altre persone in cambio di un ritorno economico.
Questo modo di vivere è stata la principale occupazione della maggioranza degli umani dalla rivoluzione del neolitico fino al XX secolo. Il termine contadino si applica usualmente ad una persona che fa crescere i raccolti nei campi o possiede frutteti, vigne od orti con la prospettiva di venderne il ricavato ad altri come prodotto della terra. Potrebbe, inoltre, rifornire di materie prime le industrie, come cereali per bevande alcoliche, frutta per succhi o lino per tessiture. I contadini possono anche essere coinvolti nelle attività di allevamento del bestiame per ottenere latte o carne. Spesso, una piccola quantità di raccolto o prodotti è venduta per denaro con il quale il contadino può comprare qualcosa d'altro al mercato.
Durante l'antichità, ampia è stata la letteratura dedicata alla figura dell'agricoltore proprietario, da Esiodo a Virgilio. Nel periodo degli imperi, sia nel Mediterraneo sia in Medioriente si diffuse il latifondismo e lo squilibrio tra contadini liberi e schiavi aumentò sempre più.
Il cristianesimo, in linea con i suoi dogmi e la sua morale, si oppose al tradizionale diritto di proprietà dell'uomo sull'uomo, ottenendo il riconoscimento della dignità umana anche per i lavoratori in schiavitù, pur consentendo il permanere di un vincolo sociale ed economico che obbligava il contadino a lavorare sui campi nel cosiddetto fondo.
Se il periodo medioevale si caratterizzò così per la servitù della gleba, intorno al XII secolo la categoria degli agricoltori subì forti innovazioni che portarono alla ribalta gruppi di privilegiati, le cosiddette élite rurali, contemporaneamente ad una rivalutazione del lavoro manuale sui campi, promossa soprattutto dai benedettini.
Dal XIV secolo al XVI secolo, in alcuni Paesi europei, come l'Inghilterra, la Francia e la Germania, esplosero moti di ribellione condotti dagli agricoltori vessati da cattive condizioni economiche e da trascuratezze da parte della classe dirigente. Si ricorda, in particolar modo, la guerra dei contadini tedeschi iniziata sul territorio tedesco dopo la rivoluzione luterana e terminata con una sanguinosa repressione intorno al 1525.
Se il secolo dei lumi vide l'introduzione di alcune riforme attuate da regnanti illuminati che consentirono un certo miglioramento economico, seppur limitato solo ad alcune figure agricole, solo dopo la Rivoluzione francese si conclusero, in Occidente, la pagina di storia della servitù della gleba e la diversificazione dei diritti tra gli abitanti rurali e quelli cittadini.

### Giornata mondiale della lotta contadina
Nel ricordo dell'eccidio di 19 contadini avvenuto il 17 aprile 1996, nello Stato brasiliano del Pará, questa data è stata scelta come Giornata mondiale della lotta contadina.

## Attività
La classificazione internazionale delle professioni (ISCO), da cui derivano la classificazione europea (ESCO) e quella dell'ISTAT, distingue tra agricoltori specializzati e non, a seconda del loro livello di qualificazione. Nel gruppo degli agricoltori non specializzati rientrano i braccianti agricoli. Inoltre si distingue tra chi pratica agricoltura di sussistenza e chi no: la differenza principale è che nel primo caso i prodotti agricoli vengono quasi interamente consumati all'interno del nucleo familiare, mentre nel secondo caso la maggior parte dei prodotti vengono venduti sul mercato. Gli agricoltori possono occuparsi di una o più delle seguenti coltivazioni:
- Colture in pieno campo e ortive, come cereali, riso, verdure, tabacco o girasoli.[6][12][13][14]
- Coltivazioni legnose agrarie, come alberi da frutta o da noce, piante di tè o caffè, vigne, ulivi, piante da frutti di bosco, alberi del cacao o della gomma.[6][15][16][17]
- Fiori e piante ornamentali, giardini e vivai coltivazioni ortive prodotti in serre o orti protetti, e vivai.[6][18][19]

Inoltre gli agricoltori possono unire a queste occupazioni anche le attività di allevamento.

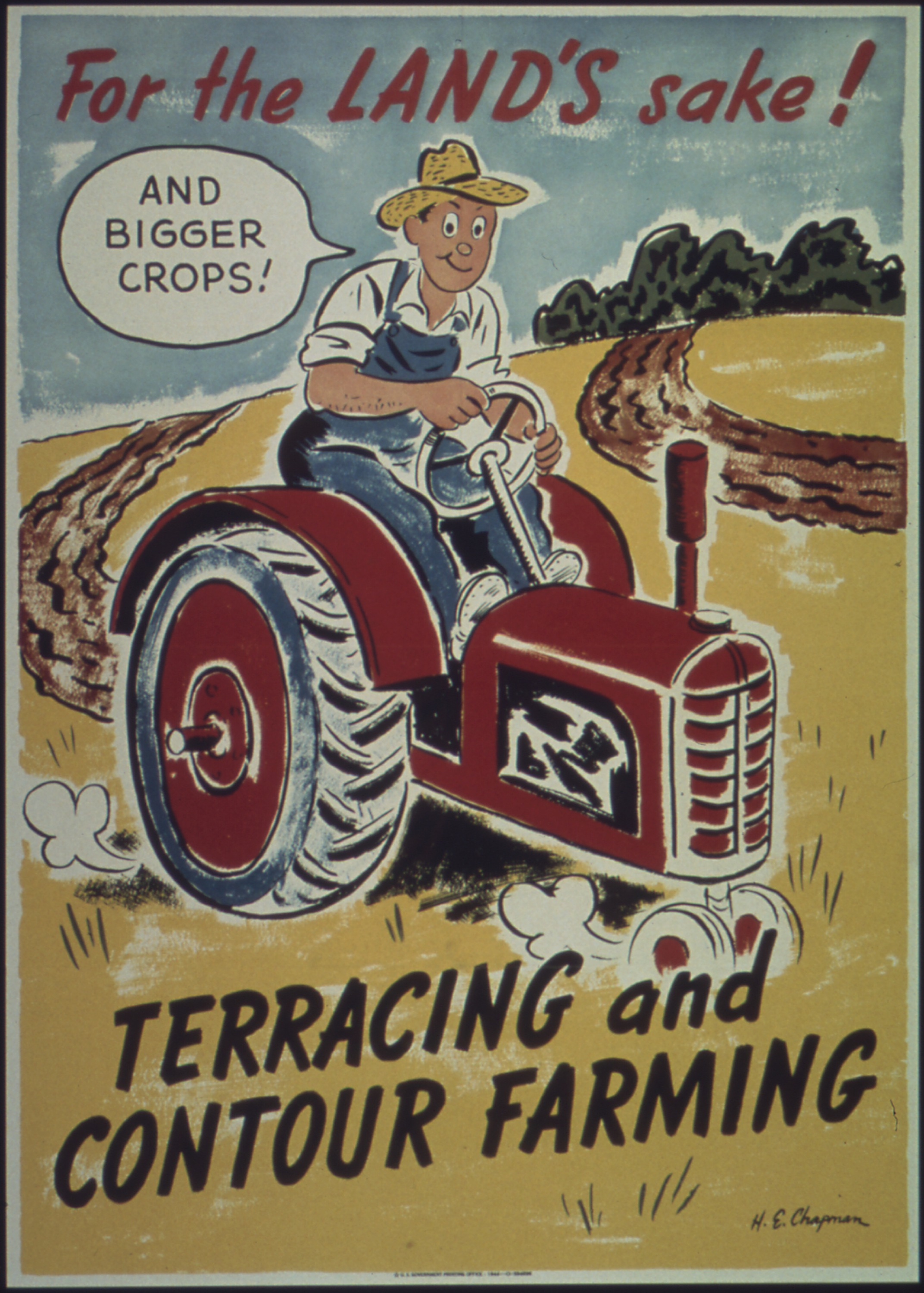
Campagna statunitense degli anni 1940 a favore del terrazzamento e dell'aratura di contorno

Le attività di un agricoltore sono svariate e possono comprendere:
- Supervisione delle condizioni e dei movimenti dei mercati, pianificazione della produzione agricola.
- Preparazione dei campi a mano o tramite macchinari, utilizzo di fertilizzanti e concime.
- Selezione delle sementi, semina, piantatura di germogli, alberi, arbusti, piante da giardino o erba.
- Cura delle colture tramite coltivazione del terreno, tramite trapianto, potatura, taglio o diradamento delle piante.
- Installazione e uso di impianti di irrigazione e drenaggio.
- Installazione di supporti e protezioni per le piante.
- Rullatura, falciatura, arieggiatura e bordatura dei prati.
- Ispezione di piante e alberi, applicazione di erbicidi, anticrittogamici, pesticidi e pacciame contro erbacce, parassiti e malattie.
- Cura di alberi e arbusti, raccolta della linfa.
- Produzione di germogli, bulbi e semi e coltura di piante da semi e talee.
- Raccolta delle colture e eliminazione di piante malate o superflue.
- Ispezione, pulitura, classificazione, imballaggio, stoccaggio e trasporto del raccolto per la vendita o per la consegna al mercato.
- Cura degli animali da lavoro e manutenzione di edifici, macchinari, attrezzi agricoli e sistemi di irrigazione.
- Stoccaggio dei prodotti e presa a carico di parte del processo di trasformazione agroalimentare.
- Promozione e commercializzazione dei prodotti, organizzazione di vendita, acquisto e trasporto di prodotti e forniture e manutenzione dei registri delle attività e delle transazioni.
- Assunzione, supervisione e formazione di altri lavoratori agricoli.

Per lo svolgimento della sua attività l'agricoltore utilizza utensili quali vanga, zappa, tridente, falce, pompa per antiparassitario manuale o meccanica, sarchiatrice, estirpatore, trattore agricolo, motosega, irrigatori. Alcuni agricoltori svolgono anche agricoltura di precisione, servendosi di tecnologie come i sistemi di rilevamento satellitari, sistemi di localizzazione, sensori e internet delle cose per ottimizzare l'uso di fertilizzanti, aumentare la produttività agricola, e monitorare le malattie delle colture.

## Classi sociali
La letteratura sociologica offre uno spaccato sulle categorie e sulle classi stratificate del vasto mondo dei contadini.
Una prima differenziazione identifica nei lavoratori salariati agricoli una categoria professionale sempre più equiparabile ai lavoratori industriali e sempre più distante dai piccoli proprietari terrieri, specialmente se le variabili in gioco sono il reddito, la sicurezza occupazionale, l'orario e la previdenza sociale; assieme ai lavoratori coltivanti terre di proprietà collettiva e alla fascia bassa dei proprietari, questi lavoratori appartengono alla cosiddetta classe dei contadini poveri a patto che non dispongano di terra e risorse per mantenere la famiglia.
La classe dei contadini medi è quella composta sia da proprietari sia da affittuari che mantengono il proprio stile di vita al di sopra della soglia di povertà. La classe dei contadini ricchi può assumere salariati ed è in grado di aggiornare le tecniche produttive disponendo di ampie risorse.

## Situazioni nel mondo

### Asia

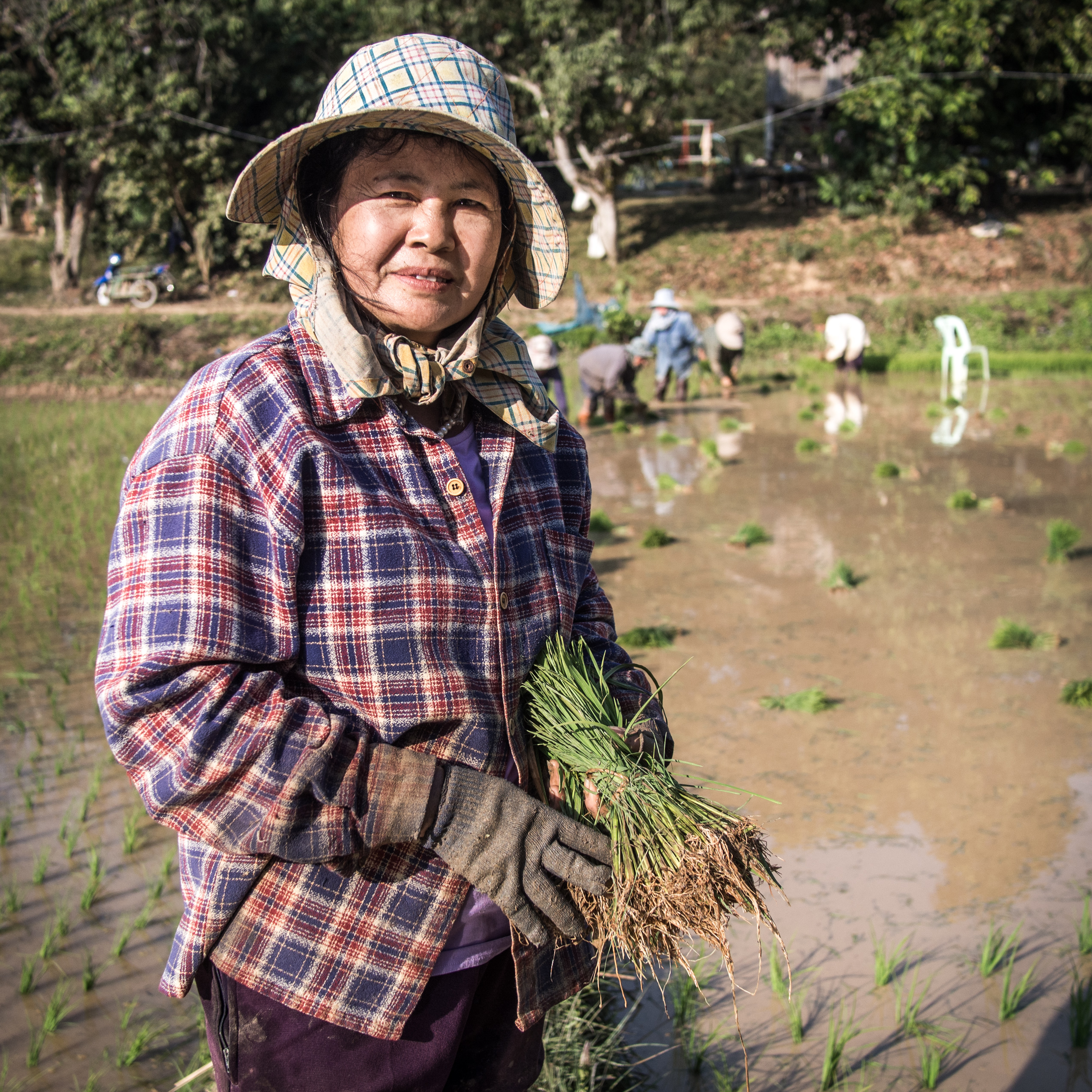
Coltivatrice di riso nel distretto di Mae Chaem, Thailandia

In Asia i lavoratori agricoli tendono a operare in contesti informali e saltuari o a base stagionale. A conseguenza di ciò, il numero di lavoratori salariati e le iscrizioni a sindacati rimangono basse. L'attività lavorativa è caratterizzata da condizioni di lavoro difficili, specialmente nel caso di piccoli appezzamenti agricoli, da bassa specializzazione e bassi guadagni. Tra il 2000 e il 2021 il tasso dei lavoratori salariati è aumentato nel sud-est asiatico, mentre è rimasto stabile o è calato nelle altre regioni del continente. Il tasso di occupazione informale è invece calato quasi ovunque.
Come in altri contesti geografici, a partire dagli anni 1970 i paesi asiatici hanno assistito a un notevole cambiamento della forza lavoro nel settore agricolo. Il calo degli occupati nell'agricoltura è stato particolarmente marcato in Asia orientale e nel sud-est asiatico. Infatti, sebbene l'agricoltura rimanga uno dei maggiori campi di occupazione in molti paesi in via di sviluppo, l'offerta di posti di lavoro con buone remunerazioni nell'industria e nei servizi in contesti urbani ha portato a un progressivo spopolamento delle campagne, la cui popolazione sul totale è passata dall'80% nel 1970 al 52% nel 2020.  A partire dagli anni 2000, anche il totale dei residenti nelle zone rurali è calato.

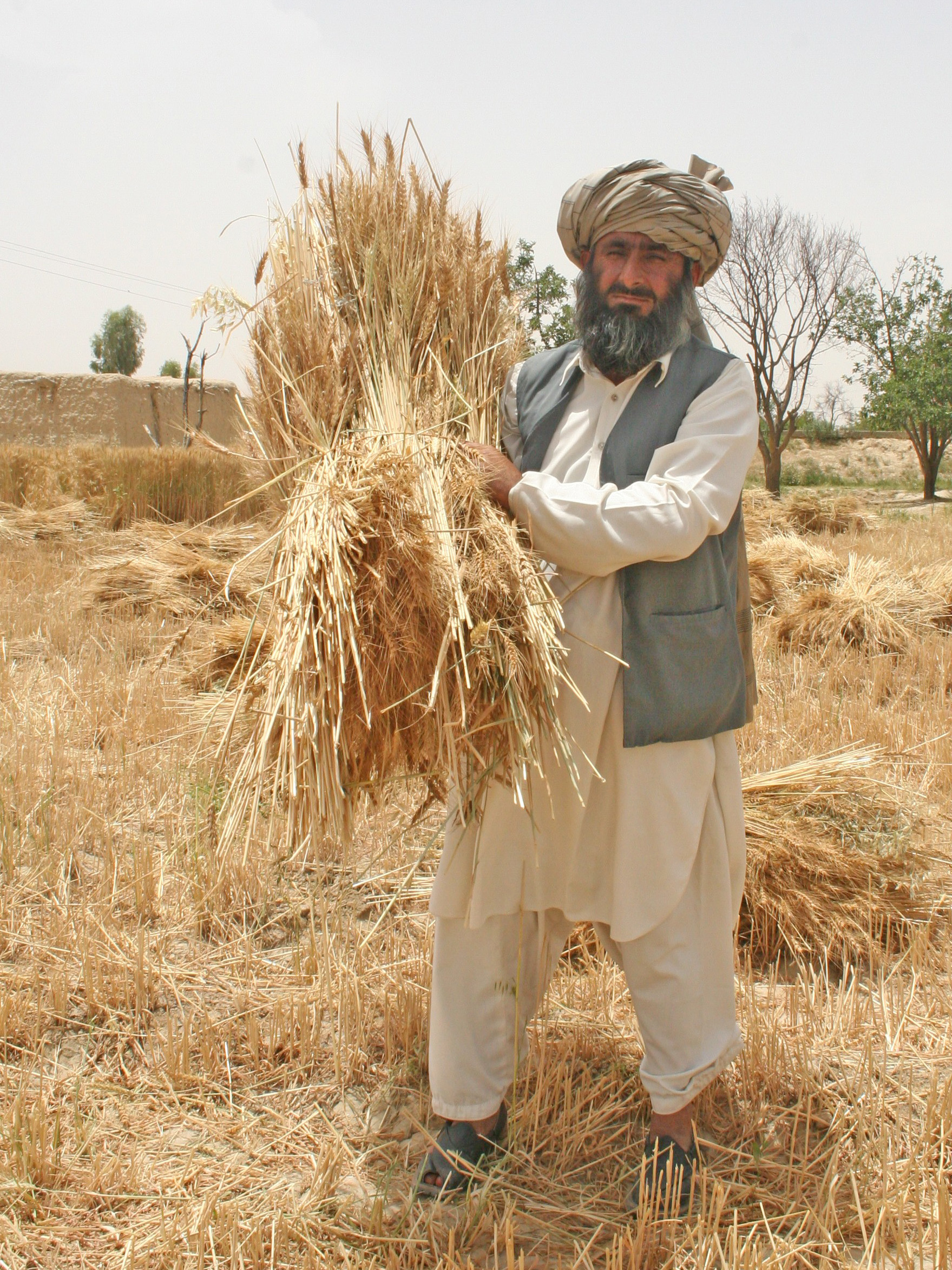
Raccolta del grano nel distretto di Loralai, Pakistan

Con il trasferimento dei lavoratori uomini nelle aree urbane, il ruolo delle donne in agricoltura è diventato sempre più rilevante: in particolare paesi come Laos e Cambogia la percentuale di donne agricoltrici è di oltre il 50%. Altri paesi con una spiccata presenza femminile nella forza lavoro agricola sono come Bangladesh, Bhutan e Nepal, mentre India e Filippine sono alcuni dei paesi con la percentuale più bassa. In generale gli uomini si occupano della semina, dell'aratura, della cura delle colture, della raccolta e della commercializzazione, mentre le donne si occupano più spesso di attività successive al raccolto, come ad esempio la preparazione del semenzaio. Tuttavia, nel sud-est asiatico le donne svolgono un ruolo decisionale più importante rispetto all'Asia meridionale, prendendosi carico anche di compiti come la coltivazione, la sarchiatura, la raccolta manuale e la commercializzazione. Anche in Asia centrale, e in particolare in Kirghizistan e Tagikistan, l'alto tasso di emigrazione maschile ha dato alle donne un ruolo più prominente nella gestione della attività agricola.
Un'altra conseguenza dell'emigrazione di lavoratori giovani verso le aree urbane è l'aumento dell'età media degli agricoltori: negli anni 2010 tale età media era pari a 69,8 in Corea del Sud, 51,0 in Sri Lanka, e 49,7 in Thailandia. Gli agricoltori più anziani hanno più esperienza sul lavoro, ma allo stesso tempo a causa dell'invecchiamento lavorano meno ore e sono meno produttivi nei compiti più impegnativi dal punto di vista fisico. Alcune delle barriere che ostacolano l'afflusso di lavoratori più giovani nel settore agricolo sono l'accesso limitato ai mercati e alla proprietà terriera, mancanza di capitali e di tecnologie agricole avanzate, e la presenza di opportunità lavorative meglio retribuite in altri settori.
La riduzione della forza lavoro locale nel settore agricolo ha comportato, per alcuni paesi asiatici, il ricorso a lavoratori immigrati. La Malaysia ad esempio sin dagli anni 1980 ha incoraggiato l'afflusso di lavoratori dall'Indonesia, dal Bangladesh e dalla Thailandia, al punto che nel 2020 l'86% dei lavoratori nelle piantagioni di palme era straniero.

### Unione Europea
In Unione Europea, l'86,1% delle persone impegnate stabilmente nell'agricoltura nel 2020 operava in un contesto famigliare. La maggioranza degli agricoltori responsabili dell'attività (68,4%) erano maschi, e il 57,6% aveva 55 anni o più, mentre solo l'11,9% aveva meno di 40 anni. La maggior parte degli agricoltori (72,3%) aveva solo esperienza pratica del mestiere, il 17,5% aveva una formazione di base e il 10,2% aveva una formazione completa.

#### In Italia

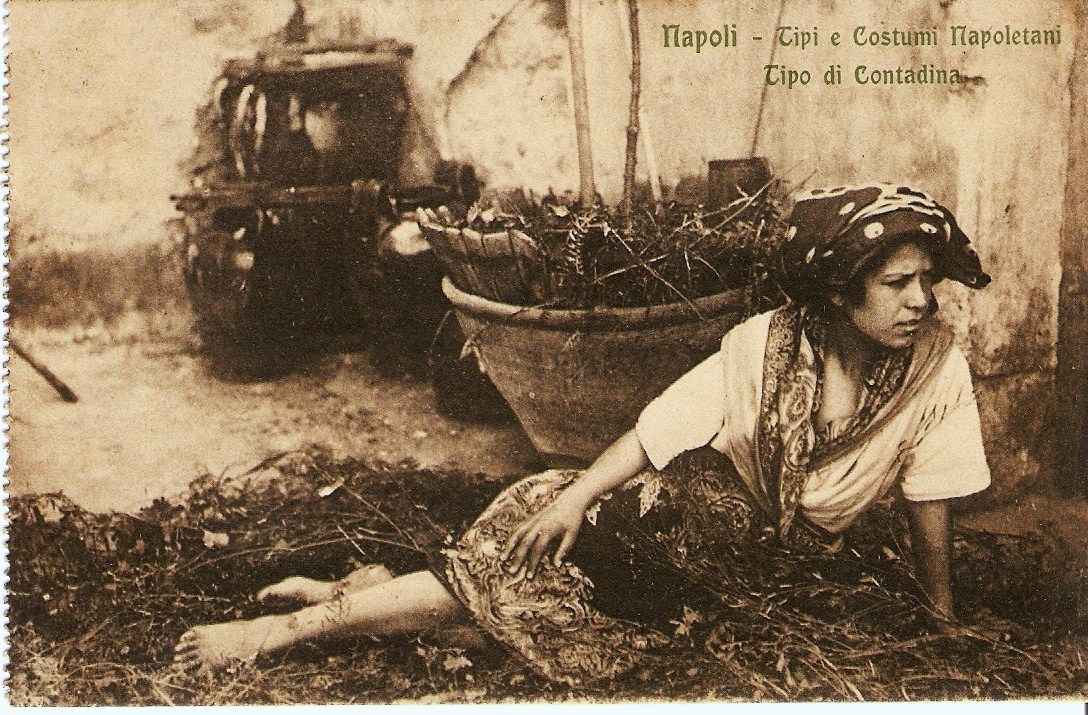
Contadina napoletana di fine XIX secolo

La forza lavoro impiegata nel settore agricolo è in larghissima prevalenza manodopera familiare.
In Italia le aziende utilizzano quasi la totalità della propria superficie agricola. Più diffusa tra le aziende agricole è la pratica delle coltivazioni legnose agrarie, dedite prevalentemente alla olivicoltura, alla viticoltura, frutticoltura e agrumicoltura. Particolarmente diffusa è anche la coltivazione dei seminativi.
Nella seconda metà del XX secolo si è sviluppata l'agricoltura biologica, anche se la scelta di convertire un'azienda o parte della produzione aziendale ai principi dell'agricoltura biologica implica la necessità di percorrere un particolare iter burocratico.
I principali adempimenti possono essere schematizzati come segue:
- Procedure di ammissione al sistema di controllo
- Procedure di certificazione
- Mantenimento della qualifica di operatore controllato
- Organismi e autorità di controllo

Le procedure amministrative possono tuttavia differenziarsi nelle diverse regioni.
Per esercitare invece l'attività di agricoltore in forma imprenditoriale, è necessario iscriversi all'ufficio Registro Imprese - sezione speciale e R.E.A..
L'articolo 2135 del Codice Civile definisce con "imprenditore agricolo" chi esercita le
seguenti attività:
- coltivazione del fondo (attività agricola)
- silvicoltura (attività agricola)
- allevamento (attività agricola)
- attività connesse a una delle precedenti (attività connessa)

## Contadini o agricoltori nella cultura

### Letteratura
- Bertoldo, personaggio immaginario del XVII secolo.
- Il Conte Pecoraio, romanzo del 1855/1856 di Ippolito Nievo.
- Contadino Jones, in cui animali si rivoltano ne La fattoria degli animali del 1945 di George Orwell.
- Il cacciatore di draghi, racconto fantasy del 1949 di J. R. R. Tolkien.
- Mario, protagonista del romanzo Due di due del 1989 di Andrea De Carlo.
- Canale Mussolini, romanzo del 2010 di Antonio Pennacchi.

### Opera
- Giustino, opera lirica di Antonio Vivaldi.

### Televisione
- Alcuni personaggi della serie televisiva Valle di luna come Andy Sugden, Adam Barton e Jo Stiles sono contadini, e anche la stessa serie Valle di luna è ambientata in una cittadina rurale.

### Cinema
- Il ragazzo di campagna, film del 1984 interpretato da Renato Pozzetto.
- La Famille Bélier, film francese del 2014 .
- Petit Paysan, film francese del 2017.
- Normandie nue, film francese del 2018.

### Videogiochi

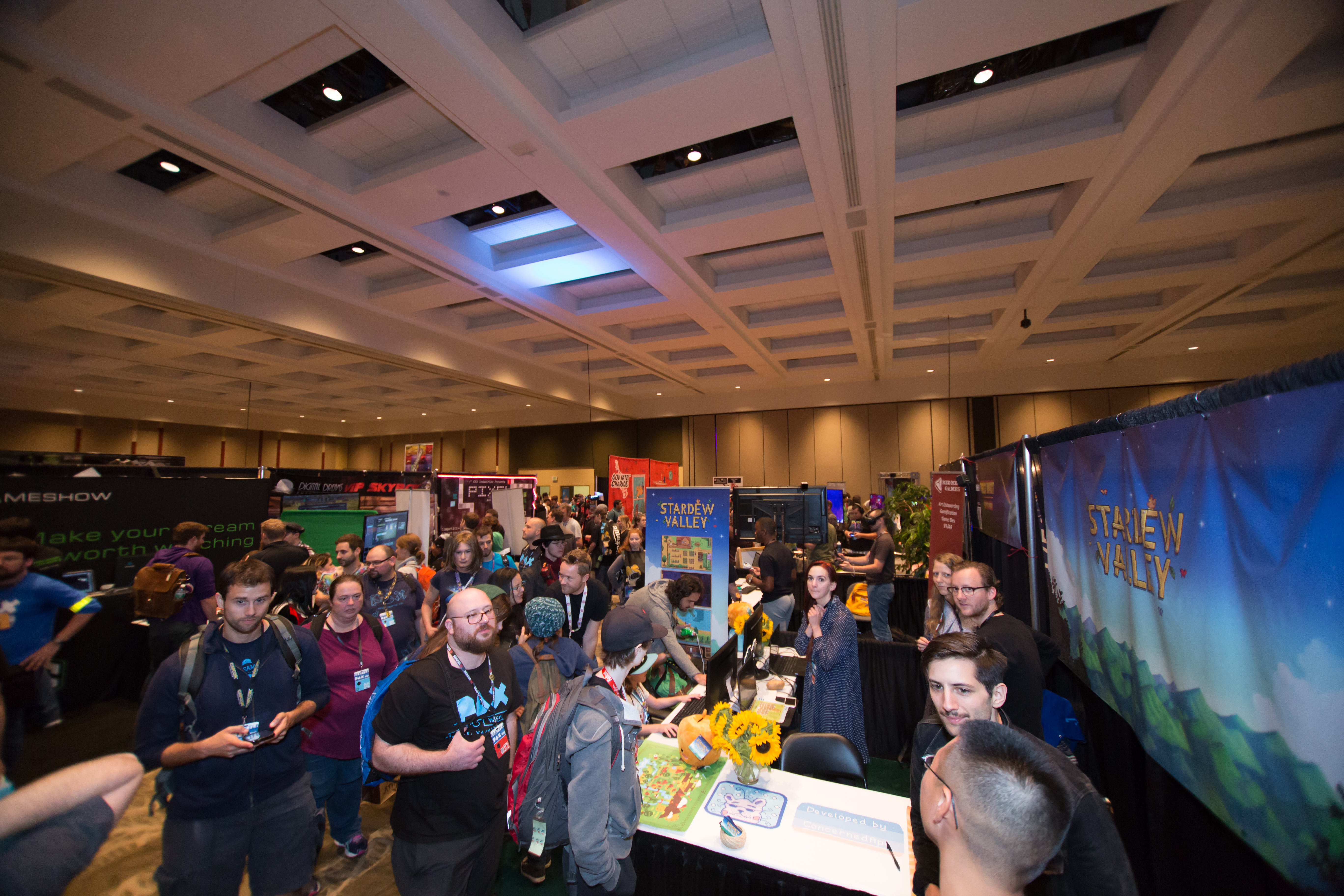
Stand del videogioco Stardew Valley presso il PAX West 2016

- Harvest Moon, serie di videogiochi di simulazione della vita contadina.
- FarmVille, videogioco del 2009, simulatore della vita contadina
- Stardew Valley, videogioco del 2016, simulatore della vita contadina.

### Fumetti
- Colosso (personaggio degli X-Men), prima di diventare un supereroe era un contadino.